# Dru Smith
Dru Smith, né le 30 décembre 1997 à Evansville dans l'Indiana, est un joueur américain de basket-ball évoluant au poste d'arrière voire de meneur. Il mesure 1,87 m.

## Biographie
En octobre 2022, il signe un contrat two-way en NBA avec le Heat de Miami. Il est coupé mi-novembre 2022.
Il signe à nouveau un contrat two-way fin novembre 2022 avant d'être à nouveau coupé mi-décembre 2022.
Mi-janvier 2023, il signe un contrat two-way avec les Nets de Brooklyn.
Début juillet 2023, il est de retour au Heat de Miami via un contrat two-way. En octobre 2023, son contrat two-way est converti en un contrat standard. Smith se blesse au genou droit en novembre 2023 et il ne devrait pas rejouer de la saison 2023-2024. Il est coupé par le Heat en mars 2024.
En juillet 2024, il signe un nouveau contrat two-way avec le Heat.

## Statistiques

### Universitaires
| Saison    | Équipe          | Matchs   | Titul.   | Min./m   | % Tir    | % 3pts   | % LF     | Rbds/m.  | Pass/m.  | Int/m.   | Ctr/m.   | Pts/m.   |
| --------- | --------------- | -------- | -------- | -------- | -------- | -------- | -------- | -------- | -------- | -------- | -------- | -------- |
| 2016-2017 | Evansville (en) | 28       | 8        | 22.5     | .445     | .327     | .818     | 2.6      | 2.9      | .8       | .4       | 5.3      |
| 2017-2018 | Evansville      | 22       | 22       | 30.2     | .578     | .482     | .862     | 3.5      | 4.6      | 2.0      | .5       | 13.7     |
| 2018-2019 | Missouri        | Redshirt | Redshirt | Redshirt | Redshirt | Redshirt | Redshirt | Redshirt | Redshirt | Redshirt | Redshirt | Redshirt |
| 2019-2020 | Missouri        | 31       | 31       | 32.8     | .412     | .294     | .899     | 4.2      | 3.9      | 2.1      | .4       | 12.7     |
| 2020-2021 | Missouri        | 26       | 26       | 34.1     | .442     | .398     | .833     | 3.5      | 3.8      | 2.1      | .3       | 14.3     |
| Carrière  | Carrière        | 107      | 87       | 29.9     | .459     | .373     | .865     | 3.5      | 3.8      | 1.7      | .4       | 11.4     |